# Arthur Machado
Arthur Machado (Niterói, 1909. január 1.– 1997. február 20.) brazil labdarúgóhátvéd. A brazil válogatott tagjaként játszott az 1938-as labdarúgó-világbajnokságon.